# オルタナティヴ・コミック
オルタナティヴ・コミック (alternative comic) という用語は、1960年代終わりから1970年代初めにかけてのアンダーグラウンド・コミック運動の結果として、およそ1980年頃からアメリカ合衆国で出現した、一群の漫画作品を示す複数の呼称の内の一つである。典型的なオルタナティヴ・コミックは、一人の作家の単独作業によって制作され、成人読者を対象とし、しばしば実験的な作風を取っている。オルタナティヴ・コミック作品は議論の渦中において、「ポスト・アンダーグラウンド・コミック」「インディペンデント・コミック」「スモールプレス・コミック」「ニューウェーブ・コミック」「アート・コミック」など、様々な名前で呼ばれていた。多くの自費出版による「ミニコミック」もまた、オルタナティヴ・コミックの系統に属する。
これらの作品は、マーベルやDCコミックスのスーパーヒーロー物など、アメリカの漫画産業を支配するメインストリーム・コミックに対して、「別の選択肢（オルタナティヴ）」を提示した。典型的なメインストリーム・コミックは、厳しい締め切りの下で、ライター（原作）、ペンシラー（下書き）、インカー（ペン入れ）、レタラー（文字）、カラリスト（彩色）、エディター（編集）から構成される作家のチームによって制作され、主題や形式の大部分は、確立された慣習的なジャンルに迎合したコミック制作のために人材を雇う、出版社により決定される。これに対して、オルタナティヴ・コミックは、しばしば単独の作家により原作・作画が行われ、制作スケジュールはほとんど考慮されず、作者自らが作品を完成させたと判断した時点で出版される。メインストリーム・コミックの内容が、最大限の販売数や利益を得ようとする企業経営者らによる介入を受けている一方で、オルタナティヴ・コミックはしばしば、一般読者の大多数にとっては難解あるいは不快であろうと思われる素材を扱った出版物を許容する、少数の特定読者に対して出版される。これらのすべての点において、オルタナティヴ・コミックは、先行するアンダーグラウンド・コミックの上に直接その基礎を築いている。

## 歴史
ヒッピーによるカウンターカルチャーと付随するアンダーグラウンド・コミックの流通システムは、1970年代の終わりまでにはその大部分が崩壊した。その危機に臨んで、アンダーグラウンド・コミックに属する作家達は出版社を見つけることが困難になりつつあることに気付き、出版を続けた作家達も自分達の読者が大幅に数を減らしたことを知った。
アンダーグラウンド・コミックの代表作家の内の2人が、1980年代初期に新しい前衛的なコミックのアンソロジー雑誌を開始することにより、この状況に取り組んだ。惜しみなく労力が注ぎ込まれた、芸術作品と見なされる事を明白に意図した大判のアンソロジー雑誌『RAW』は、漫画家アート・スピーゲルマンと彼の妻フランソワーズ・モーリーにより、1980年に創刊された。もう一冊の雑誌『Weirdo』は、アンダーグラウンド・コミックの巨匠ロバート・クラムにより、1981年に創刊された。
この2冊の雑誌は、どちらもアンダーグラウンド・コミック時代からの変化を反映していた。これらの雑誌は古いアンダーグラウンド・コミックとは異なる形式を取っており、掲載される作家層も違っていた。『RAW』は多くのヨーロッパ系作家陣を特色としており、『Weirdo』にはフォト・ファニーズ（写真漫画）や奇抜なアウトサイダー・アート型文書が含まれていた。セックス、ドラッグ、反体制といったアンダーグラウンドの主要テーマは、はっきりと退潮していた。より強調すべきなのは、かつての典型的なアンダーグラウンド・コミックよりも、繊細かつ複雑な作品を志した多数の作家達による、作画と物語の両面における漫画制作技術の発展である。この発展は、新人作家の作品と同様に、名声を確立していたアンダーグラウンド・コミックス作家による新作においても当てはまった。新しい重要性をコミックにもたらした事で絶賛されたスピーゲルマンの漫画『マウス――アウシュヴィッツを生きのびた父親の物語』は、『RAW』で連載された。
オルタナティヴ・コミックの確立におけるもう一つの重要な要素は、1970年代後半の出版社ファンタグラフィックス・ブックスの出現である。ゲイリー・グロスとキム・トンプソンにより運営されていたこの小出版社は、真剣な内容を帯びたコミックのための新しい読者層を確立する手段となった。ファンタグラフィックス・ブックスは、多数の歴史に埋もれたコミックを再収録したコミック批評雑誌『コミックス・ジャーナル』を創刊し、ヘルナンデス兄弟の『ラブ・アンド・ロケッツ』に代表される新世代作家達の作品を出版した。
ベストセラーとなったダニエル・クロウズのオルタナティヴ・コミック『エイトボール』を原作にした映画『ゴーストワールド』や、クリス・ウェアの『アクメ・ノベルティ・ライブラリー』シリーズで連載された『世界一賢い子供、ジミー・コリガン』の複数ジャンルでの成功が示すように、オルタナティヴ・コミックはより多くの文化においてその地位を確立しつつある。

## 代表的なオルタナティヴ・コミック
※一部タイトル・作者名未訳
- 『アクメ・ノベルティ・ライブラリー』 en:Acme Novelty Library （クリス・ウェア）
- Angry Youth Comix (Johnny Ryan)
- 『アメリカン・スプレンダー』（ハービー・ピーカー）
- Bad Boys (JR Williams)
- Belly Button (comic) (ソフィー・クラム)
- Blab (anthology)
- Bipolar (Tomer Hanuka, Asaf Hanuka, Etgar Keret)
- Centrifugal Bumblepuppy (ジョー・サッコ編集のアンソロジー)
- Cerebus the Aardvark (Dave Sim)
- Doofus (Rick Altergott)
- Dork (comic) (Evan Dorkin)
- Dirty Plotte (Julie Doucet)
- Drawn and Quarterly (アンソロジー)
- Dykes to Watch Out For (Alison Bechdel)
- 『エイトボール』 en:Eightball （ダニエル・クロウズ） 
  - 『ゴーストワールド』
- Flaming Carrot Comics (Bob Burden)
- Hate, Neat Stuff (Peter Bagge)
- Hopeless Savages
- Hutch Owen (Tom Hart)
- Inside Vineyland (Lauren Weinstein)
- 『世界一賢い子供、ジミー・コリガン』 en:Jimmy Corrigan,the Smartest Kid on Earth（クリス・ウェア）
- King-Cat Comics (John Porcellino)
- 『レノーア』 en:Lenore, the Cute Little Dead Girl （ロマン・ダージ）
- 『ラブ・アンド・ロケッツ』（ヒルベルト・ヘルナンデスとハイミー・ヘルナンデス）
- Johnny Longhand (Dope Pbeetz)
- Johnny The Homicidal Maniac (ジョーネン・バスケス)
- The Magic Whistle (Sam Henderson)
- 『マウス――アウシュヴィッツを生きのびた父親の物語』  （アート・スピーゲルマン）
- Meatcake (Dame Darcy)
- Meathaus (Meathaus Collective編集のアンソロジー)
- Milk and Cheese (Evan Dorkin)
- Naughty Bits (Roberta Gregory)
- 『Nightmares & Fairy Tales』  en:Nightmares & Fairy Tales（セリーナ・バレンチノ原作、アート・フー・スウィ・チン）
- NON (Jordan Crane編集のアンソロジー)
- Optic Nerve (エイドリアン・トミネ)
- Palookaville (Seth)
- 『パレスチナ』 Palestine (ジョー・サッコ)
- Peepshow (Joe Matt)
- 『ペルセポリス』 en:Persepolis (graphic novel) （マルジャン・サトラピ）
- Pop Gun War (Farel Dalrymple)
- Prime Cuts (Gary Grothが編集したアンソロジー)
- 『RAW』 en:RAW (magazine) （アート・スピーゲルマン編集のアンソロジー雑誌）
- Schizo (Ivan Brunetti)
- Shrimpy and Paul and Friends (Marc Bell)
- Steven (Doug Allen)
- Stickboy (Dennis Worden)
- Strangers in Paradise (Terry Moore)
- Taboo (Steve Bissette編集のアンソロジー)
- 『タンク・ガール』 (ジェイミー・ヒューレットとアラン・マーティン)
- 『ティーンエイジ・ミュータント・ニンジャ・タートルズ』 en:Teenage Mutant Ninja Turtles (comic book) （ケビン・イーストマンとピーター・レアード）
- Underworld (Kaz)
- 『Weirdo』 en:Weirdo （ロバート・クラム創刊のアンソロジー雑誌）
- Yummy Fur (Chester Brown)
- Zero zero (Kim Thompson編集のアンソロジー)
- 『Zot!』 en:Zot! （スコット・マクラウド）
- Various comics about German Queer culture by Ralf König

## 代表的なオルタナティヴ・コミック出版社
- 青林堂 (現:青林工藝舎)
- オルタナティヴ・コミックス (en:Alternative Comics (publisher))
- コナンドラム・プレス (en:Conundrum Press)
- ドローン&クォータリー (en:Drawn & Quarterly)
- ファンタグラフィックス・ブックス (en:Fantagraphics Books)
- ハイウォーター・ブックス (en:Highwater Books)
- オニ・プレス (en:Oni Press)
- スレイヴ・レイバー・グラフィックス (en:Slave Labor Graphics)
- トップ・シェルフ・プロダクションズ (en:Top Shelf Productions)